# Doctrina Moral del mallorquí en Pacs
La Doctrina Moral del mallorquí en Pacs (o Pax) és una obra miscel·lània a partir d'un recull de citacions d'autors clàssics i cristians, d'autor mallorquí i probablement de cognom Pacs, escrita cap a 1440

## Les edicions
Gabriel Llabrés i Quintana va editar la Doctrina Moral del mallorquí en Pax l'any 1889, a Palma. Llabrés qualificà la seva edició de provisional, però passat més d'un segle continua sent l'única edició completa disponible. Segons Jaume Riera i Sans els principals problemes són la manca de notícies sobre l'autor i la seva errònia atribució, així com la identificació de les 379 autoritats que s'hi esmenten.

## L'autor
Jaume Riera i Sans arriba a dues conclusions: Nicolau de Pacs no és ni pot haver estat l'autor de la Doctrina Moral i que es tracta d'una obra pseudoapigràfica en el sentit que el seu autor s'atribueix unes qualitats que no tenia. Riera conclou també que l'autor era mallorquí, no tan sols perquè ho diu al títol, sinó perquè ho corrobora en el primer capítol i ho demostra en el seu interès per la ciutat de Mallorca, lamentant-ne la decadència i volent posar-hi remei.
L'autor s'identifica com un servidor del rei Pere el Cerimoniós i després de Joan I, dient que va exercir de sobrecoc i algutzir reial fins a la mort del rei Joan, i que quan tornà a Mallorca intervingué llargament en la política de l'illa. Per tant, l'autor es fa nascut sobre el 1370 i l'obra està escrita devers el 1440, quan ja era vell. El cas és que en la documentació existent fins ara no ha aparegut cap mallorquí que exercís de sobrecoc o algutzir a la cort del rei Joan I. Tampoc no apareix cap jurat de Mallorca, ni cap persona de nom Pacs, que hagués ocupat càrrecs a la cort de Joan I.

## El contengut
Segons Trias Mercant la Doctrina Moral és una miscel·lània de 49 capítols en la qual s'arrepleguen notícies apreses dels humanistes de la cort durant les darreres dècades del segle xiv. L'autor no redacta una temàtica diversa després de l'assimilació de les notícies recollides, sinó que enumera un rosari de cites de pensadors profans i cristians. S'esmenta Pitàgores, Aristòtil, Plató, Sèneca, Ciceró, Juvenal, Horaci, Lucà, sant Agustí, sant Jeroni, sant Gregori, sant Bernat, sant Anselm, Pere Lombard i, en especial, Francesc Eiximenis, del qual s'aprofita el Llibre dels Àngels (es fa referència també a la Doctrina compendiosa, llibre atribuït a Eiximenis i que, malgrat tot, en rep una notable influència). Totes aquestes citacions es barregen amb notícies de Sagrada Escriptura, astrologia, retòrica, política, teologia, història i mitologia.
L'obra manca de força creativa. Tracta temes morals (la virtut, la noblesa, la fama, la venjança) però també tracta de l'home, les seves activitats i els productes humans. Es tracta d'un erudicionisme textual unit a un conjunt d'observacions de saviesa popular, sense estructurar cap teoria històrica, retòrica o científica. L'obra és escrita en estil directe i amb voluntat didàctica, alliçonadora.

## Els manuscrits
Els manuscrits actuals de la Doctrina Moral són 4: els núms. 54 i 55 del fons espanyol de la Biblioteca Nacional de París; el núm. 472 de la Biblioteca de Catalunya i el núm. 81 del fons de Sant Cugat, a l'Arxiu de la Corona d'Aragó, tots quatre del segle xv i posteriors a 1440. El títol dels tres primers (al quart li manca el primer full) és sempre el següent: Doctrina moral collida de diverses actes, la qual per un hom laych de Malloques, apellat en Pachs, a pregàries de sos fills és stada compilada e en lo present libre continuada.

## LaDoctrina morala les biblioteques medievals
Jaume Riera i Sans el 1979 va estudiar la presència de la Doctrina Moral en els inventaris de biblioteques medievals i el va trobar esmentat a 7 biblioteques (1448 a la de l'argenter Bartomeu Serra de Barcelona, el 1457 a la del canviador Ramon Malarç de barcelona, el 1459 a la del mercader Llorenç Martina de Barcelona, el 1461 a la del balancer Guillem Garriga de Barcelona, el 1463 a la de l'escrivà a ració de la casa del rei Antoni de Mur de Barcelona, el 1472 a la del mercader Francesc Junyent de Barcelona i el 1495 a la del blanquer Joan Vivó de Mallorca. Una vegada no s'anomena l'autor, tres li diuen Joan de Pacs, una Lluís de Pacs i l'altra vacil·la entre Joan i Lluís.

## Els estudis moderns de l'obra i les referències a l'autoria
Un cop publicada per Llabrés el 1889 no s'ha publicat cap estudi monogràfic sobre la Doctrina Moral ni sobre el seu autor. El llibre, però, ha estat esmentat per gairebé tots els historiadors de la literatura catalana. El primer autor modern que l'esmentà va ser Joaquim Maria Bover a la Memoria biográfica de los mallorquines que se han distinguido en la antigua y moderna literatura (Palma, 1842). Eugenio de Ochoa s'hi referí en publicar el catàleg de manuscrits espanyols de París i anomenà l'autor Hempachs. El 1857 es publicà a la Colección de Documentos Inéditos del Archivo de la Corona de Aragón amb el títol de Sentencias Morales. Milà i Fontanals assenyalà que es tractava de la Doctrina Moral i que l'autor, seguint Ochoa, era el mallorquí Hempachs.
El marquès de Bellpuig, descendent dels Pacs, va fer treure una còpia del manuscrit 54 de París (on el nom Pachs que figura al manuscrit havia estat canviat a Pax). A partior d'aquesta còpia Joaquim Maria Bover redactà l'entrada Pax (N), mallorquín de la seva Biblioteca de Escritores Baleares (Palma, 1868). Gabriel Llabrés i Quintana primer atribuí la redacció del llibre a Nicolau de Pacs, però es trobà amb l'existència de diversos Nicolau de Pacs i amb què cap d'ells havia ocupat càrrecs a la cort de Joan I, per això a l'edició del llibre no volgué donar falses pistes sobre l'autor.
Antoni Rubió el 1889, seguint el primer article de Llabrés, atribuí la Doctreina Moral a Nicolau de Pacs. L'atribució fou recollida per Denk i es va generalitzar. Fins i tot la va recollir Martí de Riquer a la seva Història de la Literatura Catalana (Barcelona, 1964). Lluís Nicolau d'Olwer el 1908 atribuí el llibre a Lluís de Pacs, segurament en haver-lo trobat esmentat en algun inventari medieval, generant una línia seguida per diverses històries de la literatura (Comewrma, Garcia, Ruiz...).
Sebastià Trias Mercant (Palma, 1985) atribuix el llibre a Lluís de Pacs, reconeixent que podria ser també Joan de Pacs.